# Ioan Zugrav
Ioan Zugrav (n. 23 august 1893, Românești, Bucovina – d. 20 iulie 1982, Suceava) a fost un preot și profesor de teologie român. El a publicat mai multe studii liturgice și de istorie bisericească.

## Biografie
Ioan Zugrav s-a născut în familie de preot. A urmat studii la Liceul clasic ortodox român din Suceava (1904-1912), apoi la Facultățile de Teologie, Filosofie, Litere și Drept ale Universității din Cernăuți. El și-a susținut doctoratul în teologie în 1919 cu teza "Încercările de unire de la Conciliul din Lyon (1274) până la cel din Florența (1439)". A urmat apoi cursuri de specializare pentru istorie la Universitatea din București, la Institutul Catolic și la "Ecole de Chartes" din Paris.
A fost hirotonit preot și numit ca paroh la Botoșana (jud. Suceava) și la biserica ”Sf. Nicolae" din Rădăuți  (până în 1937). A fondat și redactat la Rădăuți foaia “Cuvântul Preoțesc" (1934-1937). Este numit apoi secretar și apoi misionar eparhial la Cernăuți (1937-1938), profesor de liturgică și pastorală la Facultatea de Teologie din Cernăuți (1938-1948), profesor și director al Școlii de cântăreți bisericești din Suceava (1948-1953). A fost distins cu titlul de iconom stavrofor.
În septembrie 1952, Ioan Zugrav a fost numit ca profesor la Școala de cântăreți bisericești de la Mănăstirea Neamț, dar Departamentul Cultelor nu i-a acordat avizul, învinduindu-l pe profesor de atitudine dușmănoasă față de URSS. La insistențele frecvente ale Mitropoliei Moldovei și Sucevei și cu angajamentul că salariul său va fi plătit de Mitropolie, mitropolitul Sebastian Rusan a reușit să obțină abia în decembrie 1952 aprobarea de funcționare ca profesor pe anul școlar 1952/1953. El a fost pensionat în iulie 1953. A locuit într-o casă veche de pe str. Armenească nr. 27 din Suceava.

## Activitatea bibliofilă
Profesorul Ioan Zugrav a fost însărcinat cu studierea obiectelor bisericești vechi din cadrul Mitropoliei Bucovinei, în cadrul colecțiilor "Obiecte bisericești vechi din parohia mea". El a trimis o adresă mitropolitului Visarion Puiu prin care să se ceară parohiilor să îi trimită cărțile bisericești vechi păstrate în diverse parohii pentru a le studia mai îndeaproape. Timp de câteva decenii, el a făcut cunoscut în revista precum „Candela" – Cernăuți și “Mitropolia Moldovei și Sucevei" - Iași zeci de rarități bibliofile.
După pensionare, a lucrat ca bibliotecar al Mănăstirii "Sf. Ioan cel Nou" de la Suceava, contribuind la realizarea colecției de obiecte bisericești cu valoare istorică și de artă, inclusiv cărți vechi și manuscrise, ce se păstrează în biblioteca mănăstirii.
Ioan Zugrav publicat mai multe articole cu caracter liturgic, pastoral sau istoric, biografiile unor cărturari bucovineni, recenzii, în revistele „Candela" – Cernăuți, „Luminătorul" - Chișinău, “Mitropolia Moldovei și Sucevei" - Iași și „Cuvântul Preoțesc" - Rădăuți.

## Lucrări publicate
- "Încercările de unire de la Conciliul din Lyon (1274) până la cel din Florența (1439)", Cernăuți, 1922 (teză de doctorat);
- "Schitul Mănăstioara", în “Candela", anul XXXVII (1926), nr. 1-4, p. 45-55;
- "Schitul Călugărița", în "Archiv fur Landes-Kunde der Bukowina", anul I (1927);
- "Cultul morților", în “Candela", anul XLVIII (1937), p. 28-73 (și extras, Cernăuți, 1938, 48 p.)
- "Un manuscris din anul 1419 al Liturghiei Sf. Vasile cel Mare", în “Candela", anul XLVIII (1937), p. 263-282 (și extras, Cernăuți, 1938, 23 p.);
- "Cultul nostru văzut de cunoscătorii străini", în “Candela", anul L 1939, p. 31 -61 (și extras, Cernăuți, 1939, 45 p.);
- "O prețioasă cruce de la mitropolitul Grigorie Roșca", în “Candela", anul XLIX (1938), p. 306-318;
- "Introducere în Teologia pastorală" în “Candela", anul L-LII (1939-1941), p. 1-64 (și extras, Cernăuți, 1942, 65 p.),
- "Memoriale vitae sacerdotalis, în traducere românească", în “Candela", anul LIII-LIV (1942-1943), p. 113-124 (și extras, Cernăuți, 1943, 14 p.);
- "Literatura pioasă", în “Candela", anul LIII-LIV (1942-1943), p. 124-153 (și extras, Cernăuți, 1943, 31 p.);
- "Un manuscris liturgic din secolul XV din Biblioteca Universității Iași", în “Candela", anul LVII (1946), p. 263-272;
- "Două  pomelnice ale bisericii Sfântul Gheorghe din Suceava", în "Mitropolia Moldovei și Sucevei", anul XXXVI (1960), nr. 1-2, p. 32-48;
- "Un pomelnic manuscris", în "Mitropolia Moldovei și Sucevei", anul XXXVII (1961), nr. 9-12, p. 674-692;
- "Voronețul", în "Mitropolia Moldovei și Sucevei", anul XXXIX (1963), nr. 1-2, p. 68-85;
- "Trei manuscrise liturgice de la episcopul Efrem al Rădăuților", în "Mitropolia Moldovei și Sucevei", anul XXXIX (1963), nr. 7-8, p. 456-472;
- "Un Tetraevanghel manuscris slav de la biserica, astăzi dispărută “Cuvioasa Paraschiva din Suceava”", în "Mitropolia Moldovei și Sucevei", anul XL (1964), nr. 9-10, p. 475-483;
- "Manuscrise slave liturgice de la biserica din Românești (jud. Suceava)", în "Mitropolia Moldovei și Sucevei", anul XL (1964), nr. 11-12, p. 597-602;
- "Legăturile mitropolitului Veniamin Costachi cu mănăstirea Sf. Ioan cel Nou de la Suceava", în "Mitropolia Moldovei și Sucevei", anul XLIII (1967), nr.  1-2, p. 105-113;
- "Un Evangheliar de la Neagoe Basarab la mănăstirea Sucevița", în "Mitropolia Moldovei și Sucevei", anul XLIII (1967), nr. 7-8, p. 510-517;
- "Vechi pietre funerare din Suceava", în "Mitropolia Moldovei și Sucevei", anul XLV (1969), nr. 3-4, p. 181-194;
- "Biserica Sf. Ilie de lângă Suceava", în "Mitropolia Moldovei și Sucevei", anul XLV (1969), nr. 10-12, p. 646-657;
- "Cărți de preoție păstrate în bibliotecile mănăstirilor Sf. Ioan cel Nou-Suceava și Dragomirna", în "Mitropolia Moldovei și Sucevei", anul XLIX (1973), nr. 5-6, p. 331-340.